# Nova Resende
Nova Resende este un oraș în Minas Gerais (MG), Brazilia.